# Tomba del Belvedere
La tomba del Belvedere è un'antica sepoltura etrusca situata nella necropoli di Vetulonia, nei pressi dell'omonimo centro abitato del comune di Castiglione della Pescaia.

## Storia e descrizione
Databile tra la fine del VII e gli inizi del VI secolo a.C., è la prima tomba posta lungo la strada che dalla Scala Santa conduce alle tombe monumentali della Pietrera e del Diavolino II.
La sepoltura presenta una struttura a tholos con camera quadrangolare, preceduta da un dromos d'accesso. Non sono più presenti il lastrone in pietra che chiudeva la camera sepolcrale, né la cupola che la ricopriva, in quanto crollata in data imprecisata. Sono ancora conservati l'architrave e le nicchie interne adibite a ospitare le salme dei defunti.